# Campionato Sudamericano 1967 (hockey su pista)
Il campionato sudamericano di hockey su pista 1967 è stata la 6ª edizione del torneo di hockey su pista per squadre nazionali maschili sudamericane. Il torneo si è svolto in Argentina a Mendoza dall'11 al 15 novembre 1967.
A vincere il torneo fu l'Argentina per la terza volta nella sua storia precedendo in classifica il Brasile.

## Formula
Il campionato Sudamericano 1967 fu disputato da cinque selezioni nazionali tramite la formula del girone all'italiana con gare di sola andata. Vennero attribuiti due punti per l'incontro vinto, uno per l'incontro pareggiato e zero in caso di sconfitta. La prima squadra classificata venne proclamata campione.

## Squadre partecipanti
| Pr. | Squadra   | Partecipazioni precedenti al torneo |
| --- | --------- | ----------------------------------- |
| 1   | Argentina | 1956, 1959, 1963, 1966              |
| 2   | Brasile   | 1954, 1956, 1959, 1966              |
| 3   | Cile      | 1954, 1956, 1959, 1963, 1966        |
| 4   | Colombia  | 1963                                |
| 5   | Uruguay   | 1954, 1956, 1959, 1963              |

Nota bene: nella sezione "partecipazioni precedenti al torneo" le date in grassetto indicano la squadra che ha vinto quell'edizione del torneo

## Svolgimento del torneo

### Classifica finale
| Pos. | Squadra   | Pt | G | V | N | P | GF | GS | DR  |
| ---- | --------- | -- | - | - | - | - | -- | -- | --- |
| 1.   | Argentina | 7  | 4 | 3 | 1 | 0 | 14 | 1  | +13 |
| 2.   | Brasile   | 5  | 4 | 2 | 1 | 1 | 16 | 7  | +9  |
| 3.   | Cile      | 4  | 4 | 2 | 0 | 2 | 9  | 9  | 0   |
| 4.   | Uruguay   | 3  | 4 | 0 | 3 | 1 | 4  | 9  | -5  |
| 5.   | Colombia  | 1  | 4 | 0 | 1 | 3 | 2  | 19 | -17 |

### Risultati
| Mendoza 11 novembre 1967 | Argentina | 11 – 0 | Colombia |  |

| Mendoza 11 novembre 1967 | Cile | 6 – 1 | Uruguay |  |

| Mendoza 12 novembre 1967 | Argentina | 1 – 1 | Uruguay |  |

| Mendoza 12 novembre 1967 | Brasile | 5 – 2 | Cile |  |

| Mendoza 13 novembre 1967 | Brasile | 1 – 1 | Uruguay |  |

| Mendoza 13 novembre 1967 | Cile | 1 – 0 | Colombia |  |

| Mendoza 14 novembre 1967 | Argentina | 3 – 0 | Brasile |  |

| Mendoza 14 novembre 1967 | Colombia | 1 – 1 | Uruguay |  |

| Mendoza 15 novembre 1967 | Argentina | 3 – 0 | Cile |  |

| Mendoza 15 novembre 1967 | Brasile | 10 – 1 | Colombia |  |